# Otto Christian Scavenius
Otto Christian Scavenius (* 10. Dezember 1875 auf Basnæs; † 10. September 1945 in Kopenhagen) war ein dänischer Diplomat. Im kurzlebigen Kabinett Friis war er Außenminister.

## Leben
Scavenius entstammte dem Adelsgeschlecht Scavenius. Sein Vater war der Kammerherr Otto Scavenius. Er machte 1893 seinen Schulabschluss an der Latein- und Realschule in Østerbro, 1897 bestand er das staatswissenschaftliche Examen. Im selben Jahre begann er im Außenministerium zu arbeiten, wo er 1899 zum Assistenten ernannt wurde. Von Oktober bis Dezember 1900 war er Legationssekretär in Stockholm, von Oktober bis Dezember 1901 hatte er den gleichen Posten in Berlin und Paris inne, in Berlin zudem 1903 und 1908 bis 1909, dazwischen abermals in Paris. 1909 wurde er zum Legationsrat und Gesandten in St. Petersburg ernannt, von wo aus er 1912 nach Stockholm zog. Später wurde er Departementschef. Am 5. April 1920 wurde er zum dänischen Außenminister ernannt und einen Monat später von Harald Scavenius abgelöst.

## Auszeichnungen
- 1907: Ritterkreuz des Dannebrogordens
- 1912 Dannebrogsmændenes hæderstegn
- 1917: Komtur II. Klasse des Dannebrogordens
- 1930: Komtur I. Klasse des Dannebrogordens